# Cyphotilapia
Cyphotilapia – rodzaj słodkowodnych ryb okoniokształtnych z rodziny pielęgnicowatych (Cichlidae). Typ nomenklatoryczny monotypowego plemienia Cyphotilapini.

## Charakterystyka
Rodzaj obejmuje średniej wielkości (20–33 cm długości) pielęgnice charakteryzujące się obecnością czołowego garbu u samców, utworzonego z tkanki tłuszczowej, oraz pionowych, ciemnych pasów wzdłuż boków ciała. Są pyszczakami. Samice z tego rodzaju, jako nieliczne wśród pyszczaków, potrafią pobierać pokarm trzymając w pysku inkubowaną ikrę lub młode, które chronią przed drapieżnikami. Pokarm pobrany do pyska jest przeznaczony zarówno dla samicy, jak i dla jej młodych.

## Występowanie
Gatunki endemiczne jeziora Tanganika w Afryce Wschodniej.

## Systematyka
FishBase wyróżnia dwa gatunki zaliczane do tego rodzaju:
- Cyphotilapia frontosa (Boulenger, 1906) – pyszczak hełmiasty[5]
- Cyphotilapia gibberosa Takahashi & Nakaya, 2003

Z kolei w Eschmeyer’s Catalog of Fishes oba te taksony łączone są w jeden gatunek – Cyphotilapia frontosa.